# سفارة غانا في واشنطن العاصمة

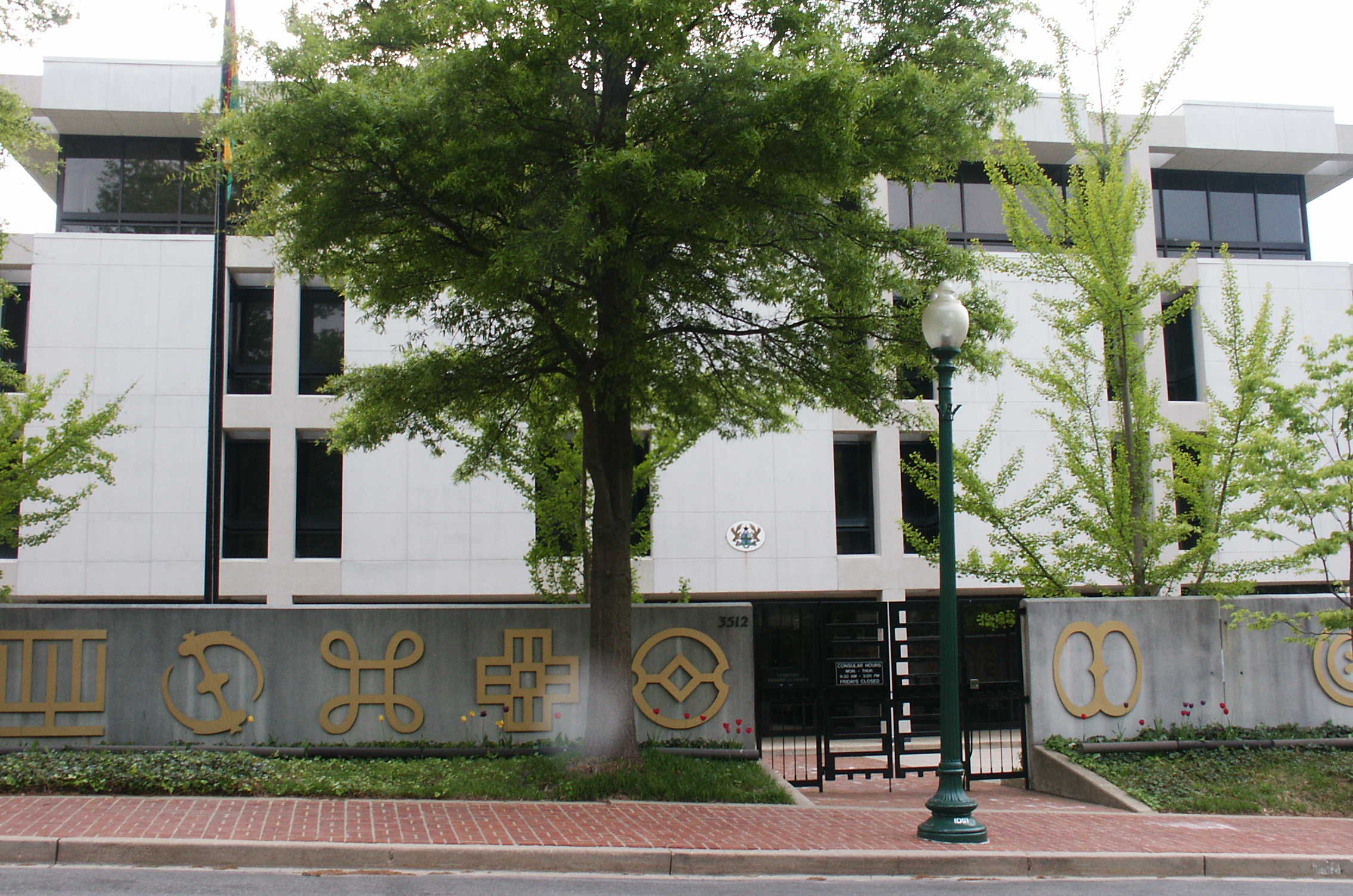
سفارة غانا

سفارة غانا في واشنطن العاصمة هي بعثة دبلوماسية من غانا إلى الولايات المتحدة.تقع في 3512 إنتيرناشنول درايف، شمال غرب واشنطن العاصمة في حي كليفلاند بارك .
السفير هو دانيال أوهين أغيكوم.

## وصلات خارجية
- الموقع الرسمي
- ويكيمابيا